# Gordana Siljanovska-Davkova
Gordana Siljanovska-Davkova (en macédonien : Гордана Силјановска-Давкова), née le 11 mai 1953 à Ohrid, est une professeure d'université, avocate et femme d'État macédonienne, présidente de la république de Macédoine du Nord depuis le 12 mai 2024.
Avocate et professeure de carrière, elle commence sa carrière politique en 1990 puis exerce comme ministre de 1992 à 1994, avant d'être élue députée en 2020. Elle est candidate du parti nationaliste et conservateur VMRO-DPMNE à l'élection présidentielle macédonienne de 2019, puis à celle de 2024 qu'elle remporte, devenant la première femme élue présidente de la République.

## Vie privée, formation et carrière académique
Gordana Siljanovska-Davkova est née le 11 mai 1953 à Ohrid en Yougoslavie (dans l'ancienne république socialiste de Macédoine).
Elle obtient un diplôme de la faculté de droit de l'université Saints-Cyrille-et-Méthode de Skopje en 1978 et un doctorat à l'université de Ljubljana en 1994.
Elle est professeure assistante en système politique à la faculté de droit de Skopje en 1989, professeure associée en droit constitutionnel et système politique en 1994, puis professeure titulaire en 2004.
Elle est mariée à Blagoja Davkov et a deux enfants.

## Carrière politique

### Ministre et députée
Gordana Siljanovska-Davkova est membre de la commission constitutionnelle de l'Assemblée de la république de Macédoine de 1990 à 1992 et ministre sans portefeuille du gouvernement de Branko Crvenkovski de 1992 à 1994. Experte des Nations unies et vice-présidente du groupe des collectivités locales indépendantes du Conseil de l'Europe, elle a également été membre de la Commission de Venise. Elle est l'auteur de centaines d'articles scientifiques sur le droit constitutionnel et le système politique.
En 2017-2018, en tant que personnalité publique, elle s'oppose à l'adoption de la loi d'extension de la langue albanaise, au traité d'amitié avec la Bulgarie et à l'accord de Prespa signé avec la Grèce,.
Elle devient députée à la suite des élections législatives macédoniennes de 2020.

### Élection présidentielle de 2019
Lors de la conférence du parti VMRO-DPMNE à Struga, Gordana Siljanovska-Davkova est nommée candidate du parti à l'élection présidentielle de 2019. Après sa nomination, elle promet qu'en cas de victoire, elle organiserait un deuxième référendum sur le rétablissement de l'ancien nom du pays (république de Macédoine). Lors du premier tour, le 21 avril, elle se place en deuxième position avec 44,16 % des voix, immédiatement derrière le candidat de l'Union sociale-démocrate Stevo Pendarovski. Siljanovska-Davkova est battue au second tour avec 47 % des voix.

### Élection présidentielle de 2024

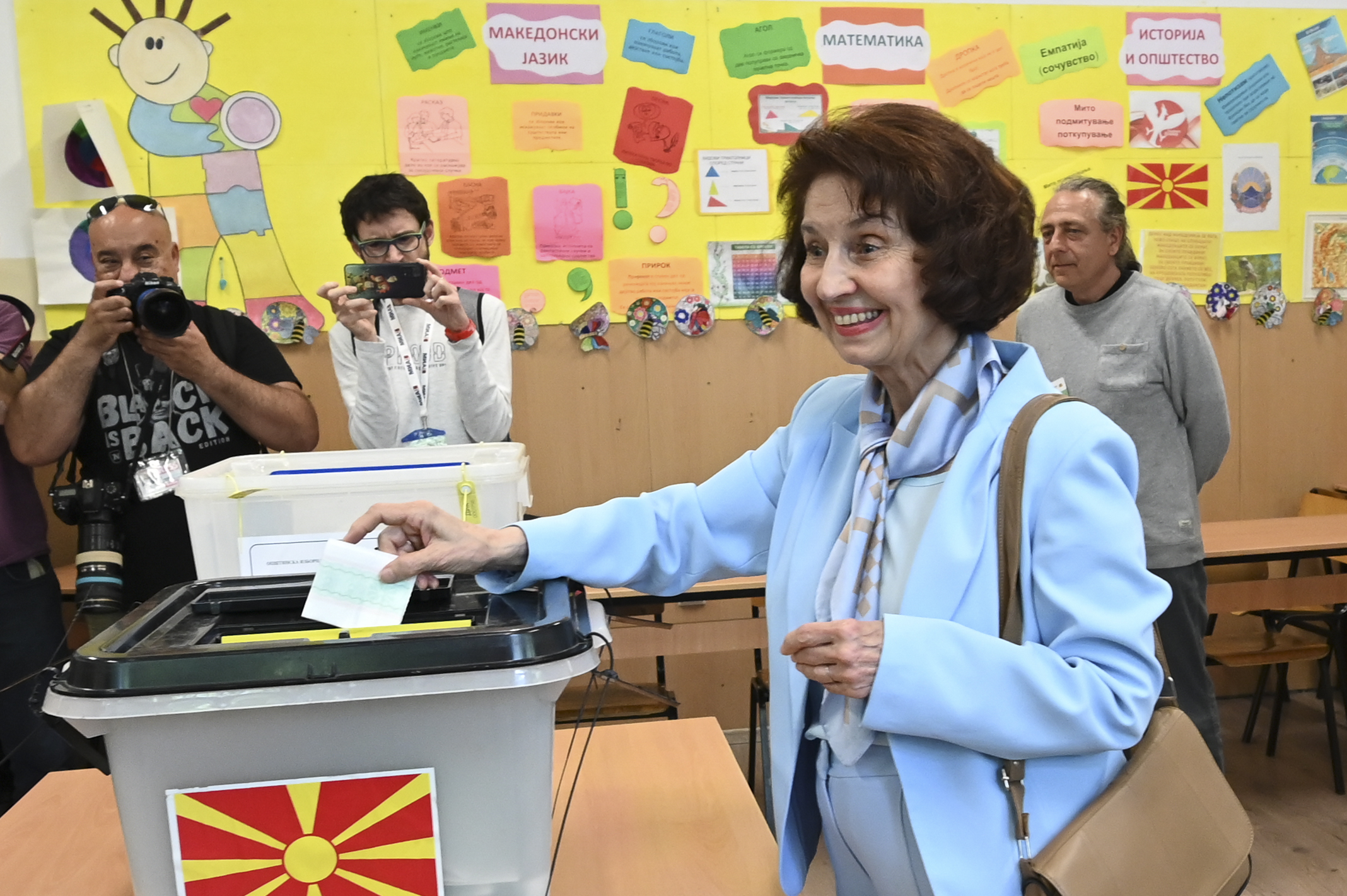
Gordana Siljanovska-Davkova votant lors du second tour de l'élection présidentielle de 2024.

Gordana Siljanovska-Davkova est de nouveau candidate pour le VMRO-DPMNE lors de l'élection présidentielle de 2024. À l'issue du premier tour le 24 avril, elle devance largement le président sortant Stevo Pendarovski avec 41,21 % des voix.
Siljanovska-Davkova remporte l'élection le 9 mai suivant avec 69,01 % des suffrages face à Pendarovski, lors du second tour qui est organisé le même jour que les élections législatives, remportées par le VMRO-DPMNE. Elle est la première femme élue présidente de la république dans l'histoire de la Macédoine du Nord.

### Présidente de la république de Macédoine du Nord

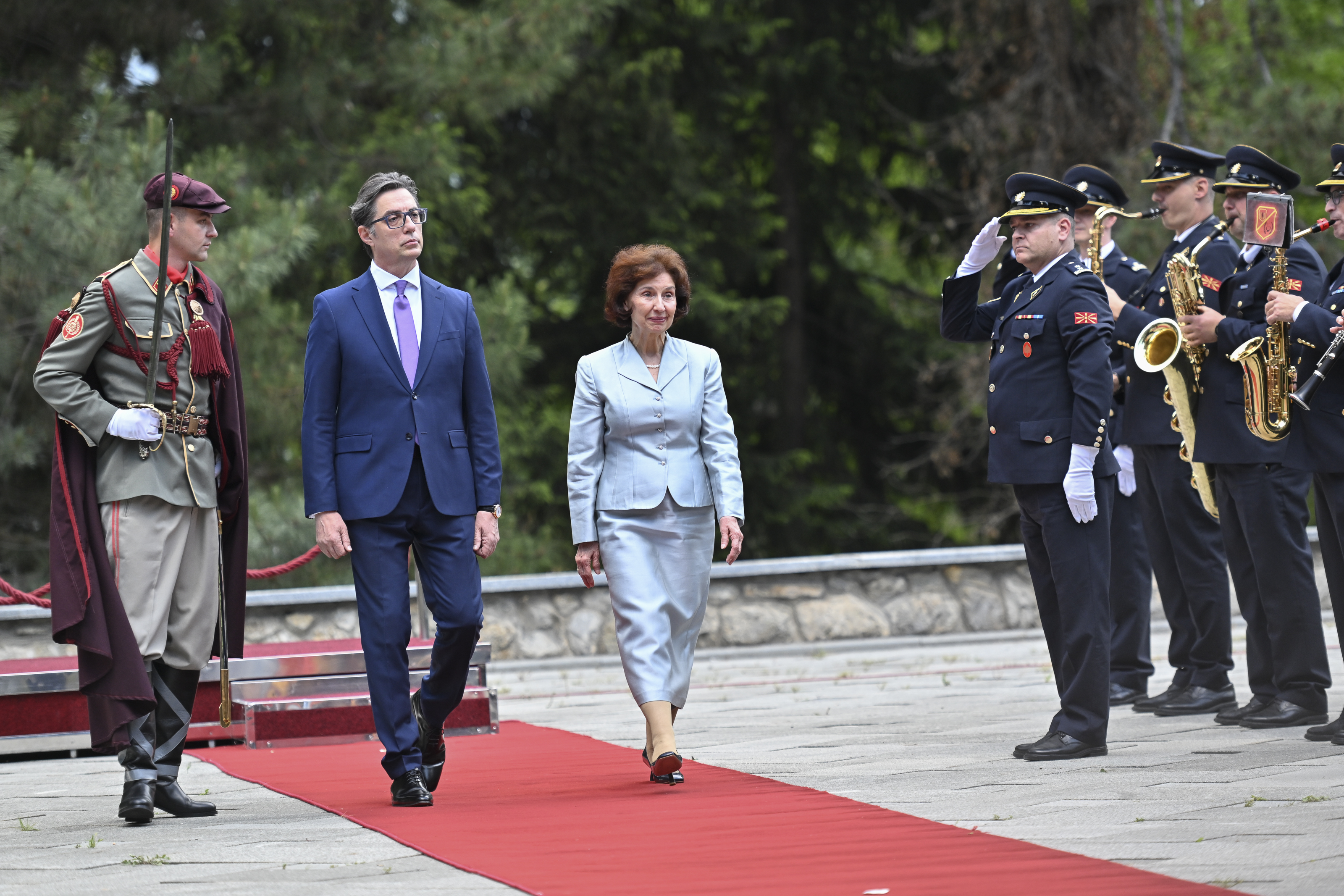
Gordana Siljanovska-Davkova lors de son investiture, aux côtés de Stevo Pendarovski, le 12 mai 2024.

Gordana Siljanovska-Davkova est investie présidente de la république de Macédoine du Nord le 12 mai 2024, succédant à Stevo Pendarovski et devenant la première femme à occuper cette fonction. Lors de sa prestation de serment devant le Parlement, elle emploie le terme « Macédoine » au lieu de « Macédoine du Nord », nouveau nom du pays inscrit dans la constitution depuis l'accord de Prespa signé avec la Grèce.
Le 6 juin, Siljanovska-Davkova désigne Hristijan Mickoski, président du VMRO-DPMNE, pour former le nouveau gouvernement dont il devient le président le 23 juin suivant.